# 오스카르 그리펜베르크
오스카르 페르디난드 그리펜베르크(러시아어: Оскар-Фердинанд Казимирович Гриппенберг Oskar-Ferdinand Kazimirovich Grippenberg, 1838년 1월 1일 - 1915년 12월 25일)는 러시아 제국의 군인이다. 투르키스탄 원정, 러시아 - 튀르크 전쟁에 종군했으며, 러일 전쟁에서 산데푸 전투에서 공세로 일본군을 궁지에 몰아넣었다.

## 생애
오스카르 그리펜베르크는 상트페테르부르크에 있는 발트 독일인 가정에 태어났다. 군 경력의 처음은 1854년의 크리미아 전쟁에 종군한 것이었다. 1863년 - 1864년 폴란드 반란 (1월 봉기) 진압에 종군했다. 1867년부터 중앙아시아 (투르키스탄) 원정에 종군하여, 부하라 공략전에 참전했다. 1870년 제17 저격수 대대장, 1872년에는 제2근위 저격수 대대장이 되었다. 1877년 러시아 - 튀르크 전쟁에서 모스크바 근위연대장으로 종군하여, 고립무원의 상황에서 터키 군의 거듭된 반격을 격퇴하고 다수의 수훈을 세워 무명을 높였다. 1888년 근위 제1 보병사단 제1여단장이 되었다. 1890년, 소장으로 승진하여 근위 제1보병사단장이 되었다. 1900년, 중장으로 승진하면서 제6군단장이 되었다. 이듬해부터 빌뉴스 군관구 사령관이 되었다.
1904년에 러일 전쟁이 시작되고, 러시아 군이 연패하며 북쪽으로 밀려나자 베테랑 장군으로 반격을 지휘하기 위해 11월에 만주에 파견되었다. 군대를 사열하고 자신감을 가졌던 그리펜베르크는 ‘후퇴는 불허’한다는 훈시를 하고 전군에 반전 공세로 돌아설 생각이었지만 실제로는 러시아 만주군 총사령관 알렉세이 쿠로팟킨이 여전히 대부분의 지휘권을 가지고 있었으며, 전군 중 일부인 제2군만을 지휘할 수 있었을 뿐이었다. 혹한과 보급의 부족으로 전선이 정체되고 있던 중, 1905년 1월 25일에 그리펜베르크가 꺼리는 쿠로팟킨의 반대를 무릅쓰고 시작한 공세(산데푸 전투)는 일본군을 궁지에 몰아가지만 1월 29일이 갑자기 제2군은 퇴각을 명령했다. 이 전투 후 그리펜베르크는 질병을 이유로 본국에 사의를 타전했다. 황제 니콜라이 2세가 사의의 진의를 묻자 무제한 지휘권이 주어지지 않았던 것에 대한 불만을 상신했다. 니콜라이는 그리펜베르크의 귀국을 용서하고 감사의 뜻을 밝혔다. 때마침 러시아 본국에서는 ‘피의 일요일 사건’이 발생했고, 정세가 어수선하자 공산주의자들은 장군끼리의 불화를 정부의 무능의 결과라고 공격했다.
상트페테르부르크로 귀환한 직후의 1905년 6월에 보병 총감에 임명되었고, 보병 사격 조전 개정에 주력했다. 그러나 건강 상태가 악화되었기 때문에, 1906년 3월 23일 퇴역하게 된다. 1908년에 쿠로팟킨이 출판한 러일 전쟁에 대한 회고록의 내용과 관련하여 책임 소재를 둘러싸고 그와 지상 논쟁을 벌였다.
1914년 7월까지 추밀원 의원을 맡았다. 1915년 상트페테르부르크에서 사망하여 차르스코예 셀로(현 푸쉬킨 시. 상트페테르부르크 근교)의 묘지에 묻혔다.

## 참고자료
- Connaughton, R.M (1988). The War of the Rising Sun and the Tumbling Bear—A Military History of the Russo-Japanese War 1904–5, London, ISBN 0-415-00906-5.
- Jukes, Geoffry. The Russo-Japanese War 1904–1905. Osprey Essential Histories. (2002). ISBN 978-1-84176-446-7.
- 로우너, 로템 (2006). 《Historical Dictionary of the Russo-Japanese War》. ISBN 0-8108-4927-5: The Scarecrow Press. |location=에 templatestyles stripmarker가 있음(위치 1) (도움말)
- Warner, Denis & Peggy. The Tide at Sunrise, A History of the Russo-Japanese War 1904–1905. (1975). ISBN 0-7146-5256-3.